# Беженцы из КНДР
С момента разделения Кореи на КНДР и Республику Корея после окончания Корейской войны некоторое количество северных корейцев стали беженцами по причинам политического, идеологического, религиозного и экономического характера. Первым беженцем стал капитан северокорейской армии Ан Чхансик (안창식, 安昌植), бежавший в Республику Корея 31 июля 1953 года, через несколько дней после заключения перемирия в Корейской войне. Первое широко известное бегство произошло вскоре после подписания договора о перемирии, 21 сентября 1953 года, когда 21-летний Но Гым Сок, старший лейтенант войск КНДР, перелетел на южнокорейскую территорию на своём самолёте МиГ-15. Его бегство имело связь с операцией «Moolah», и считается огромной удачей разведки, так как самолёт Но Гым Сока на тот момент был лучшим из советских истребителей. Перебежчика наградили ста тысячами американских долларов и предложили американское гражданство. Предложение вернуть истребитель «законному владельцу» было проигнорировано, после чего самолет был перемещен на базу ВВС Райт-Паттерсон. Ныне самолёт находится в Национальном музее Военно-воздушных сил США в Огайо.
После голода 1990-х годов беженцев стало больше. Обычный путь — пересечь границу с Китаем и бежать либо в Цзилинь, либо в Ляонин, откуда перебраться в третьи страны (Китай отказывается предоставлять убежище незаконно пересёкшим границу с КНДР). От 76 до 84 процентов беженцев, опрошенных в Республике Корея и КНР, бежали из приграничных провинций.
Во время правления Ким Ир Сена побег в КНР считался серьёзным политическим преступлением. С конца девяностых годов ситуация изменилась. Задержанные при нелегальном переходе границы или выданные КНР граждане КНДР сначала проходят фильтрацию, в ходе которой следователи пытаются добиться от них признания в контактах с иностранцами, южнокорейцами или христианскими миссионерами. Большинство задержанных на несколько месяцев оказывается в лагере для совершивших легкие правонарушения. В худшем случае они могут оказаться и в тюрьме, обычно на срок от одного до трёх лет, что по северокорейским меркам является достаточно мягким наказанием.
По утверждению правительства КНДР, беженцы являются людьми, похищенными агентами южнокорейских спецслужб, которых на Юге заставляют под угрозами наказания участвовать в направленных против КНДР пропагандистских кампаниях.
Международным бестселлером стала опубликованная в 2012 году книга Escape from Camp 14: One Man's Remarkable Odyssey from North Korea to Freedom in the West (в русском переводе — «Побег из лагеря смерти»), которую написал американский журналист Блейн Харден по воспоминаниям беженца из КНДР Шин Дон Хёка.

## Терминология
В Республике Корея беженцев из КНДР называют различными терминами, как официальными, так и разговорными. Примерно до конца Четвёртой республики общеупотребительным был термин «герой, вернувшийся к законной власти» (кор. 귀순용사?, 歸順勇士?, квисун ёнса). В 1980-х и начале 1990-х годов беженцев называли «вернувшиеся к законной власти» (кор. 귀순자?, 歸順者?, квисунчжа). С середины 1990-х годов стандартным термином стал «беженец с Севера» (кор. 탈북자?, 脫北者?, тольпукчжа).
Однако 9 января 2005 года министерство объединения сообщило, что вместо вызывавшего недовольство Севера термина «беженец с Севера» отныне будет использоваться слово «переселенец» (кор. 새터민?, 새터民?, сэтхомин). Позднее этот термин был сменен «жители, бежавшие из Северной Кореи» (кор. 북한이탈주민?, 北韓離脫住民?, пукхан итхаль чумин).

## Направления побега

### Республика Корея
Отношение к северокорейским беженцам в Республике Корея противоречивое.
С одной стороны, в Республике Корея существует министерство объединения, осуществляющее подготовку к объединению КНДР и Республики Корея. Оно отвечает за отношения между странами, включая торговлю и организацию обучения (распространение сведений в школах и других местах). Соответственно, это министерство занимается делами беженцев, организуя их въезд и поселение. Беженцы проходят обучение, которое должно помочь им в жизни на новом месте. Количество беженцев с момента окончания Корейской войны — более 24 000.
С другой стороны, Республика Корея не слишком хочет поощрять миграцию. Тысячи беженцев, в своей массе — малообразованных, с плохим здоровьем, без особой квалификации — создают нагрузку на систему южнокорейского социального обеспечения, но не дают существенного выигрыша в плане идеологической борьбы с Севером.

#### Пособие
В 1962 году правительство Республики Корея приняло «Специальный закон о защите беженцев с Севера», который, после внесения изменений в 1978 году, действовал до 1993 года. Согласно тексту закона, каждому беженцу полагалось щедрое пособие: денежное содержание (его размер зависел от того, к какой из трёх групп беженцев принадлежал человек), сообщившим особо ценные для разведки сведения или передавшим важные предметы выдавалась значительная награда. До 1997 года размер пособия был привязан к стоимости золота в слитках, а не к южнокорейской воне, в попытке избежать недоверия к бумажным деньгам.
Государство предоставляло некоторым беженцам жильё, и все желающие получали право поступить в любой университет. Военные могли продолжить службу в Вооружённых силах Республики Корея в прежнем звании. Некоторое время беженцам также предоставляли телохранителя.
В последнее время в Республике Корея принимают неоднозначные законы, направленные на уменьшение потока беженцев.

#### Адаптация
Северокорейцев, прибывших в Республику Корея, допрашивают разведчики, чтобы убедиться в том, что они не являются шпионами. Затем их отправляют в Ханавон, государственный центр поселения.
Ханавон был открыт 8 июля 1999 года, он находится примерно в часе езды на юг от Сеула, в Ансоне (провинция Кёнгидо). Изначально он должен был вмещать 200 человек на время программы переселения — три месяца, — а в 2002 году его вместимость была удвоена. В 2004 году отмечалось пятилетие работы программы, в рамках которого состоялось открытие второго корпуса Ханавона. В книге Nothing To Envy: Ordinary Lives in North Korea журналист Барбара Демик описывает Ханавон как нечто среднее между техникумом и реабилитационным центром, место, где северные корейцы могут научиться жизни в Южной Корее.
Трёхмесячный курс в Ханавоне нацелен на то, чтобы облегчить социоэкономическую и психологическую тревогу беженцев, преодолеть культурные барьеры, а также учит зарабатывать себе на жизнь. Беженцы заново учат историю Корейского полуострова, им сообщают, что КНДР развязала Корейскую войну, перейдя границу 25 июня. Их обучают пользоваться банкоматом, водить машину, читать латинский алфавит и говорить по-южному. Их вывозят в общественные места для покупки одежды, походов к парикмахеру, питания в ресторанных двориках. У многих беженцев больные зубы из-за плохого питания; многие страдают от депрессии и других психологических проблем по приезде в Ханавон. Около 30 % женщин-беженцев страдают от депрессии, что аналитики считают признаком, в том числе, сексуального насилия, осуществлённого либо в КНДР, либо в КНР, либо сотрудниками Ханавона.
В Ханавоне на передвижение беженцев по стране наложены строгие ограничения из соображений безопасности. По периметру забора проложена колючая проволока, повсюду находятся камеры и охрана: всегда наличествует угроза похищения и нанесения физического вреда как самим беженцам, так и сотрудникам центра. После окончания курса в Ханавоне беженцам выделяют жильё, субсидированное государством.
Многие беженцы из КНДР не могут адаптироваться к жизни в Южной Корее. Свыше трети молодых северокорейских беженцев ощущают дискриминацию и хотели бы уехать из Республики Корея, чтобы жить в другой стране. В южнокорейских газетах время от времени появляются истории о северянах, которые кончают жизнь самоубийством, совершают какие-либо преступления, а то и бегут обратно в КНДР. Мало кому из них удается преуспеть, став хотя бы владельцем маленького ресторана.

#### Статистика
Приблизительное общее количество беженцев с 1953 по 2023 годы — 34.078.
| Год     | Беженцы |
| ------- | ------- |
| до 1989 | 607     |
| 1990    | 9       |
| 1991    | 9       |
| 1992    | 8       |
| 1993    | 8       |
| 1994    | 52      |
| 1995    | 41      |
| 1996    | 56      |
| 1997    | 85      |
| 1998    | 71      |
| 1999    | 148     |
| 2000    | 312     |
| 2001    | 583     |
| 2002    | 1138    |
| 2003    | 1281    |
| 2004    | 1894    |
| 2005    | 1383    |
| 2006    | 2018    |
| 2007    | 2544    |
| 2008    | 2809    |
| 2009    | 2927    |
| 2010    | 2379    |
| 2011    | 2737    |
| 2012    | 1502    |
| 2013    | 1420    |
| 2014    | 1397    |
| 2015    | 1275    |
| 2016    | 1418    |
| 2017    | 1127    |
| 2018    | 1137    |
| 2019    | 1047    |
| 2020    | 229     |
| 2021    | 63      |
| 2022    | 67      |
| 2023    | 196     |

В 2012 году число беженцев из КНДР в Республику Корея радикально сократилось — лишь около 1500 человек прибыли на Юг в 2012 году по сравнению с 2,7 тыс. в 2011 году. В 2013 году количество беженцев составило 1420 человек. Среди возможных причин этого южнокорейская газета «Ханкере» называет «улучшение экономической ситуации в КНДР в 2012 и 2013 годах». Кроме того, КНДР активно проводит политику репатриации желающих вернуться на Родину из Республики Корея. Только в 2013 году в КНДР вернулись по меньшей мере 13 человек. Число желающих вернуться растет, так как мало кто из них «хочет приспособиться к конкурентной атмосфере» капиталистической Южной Кореи. По официальным данным Министерства по делам воссоединения Южной Кореи, в 2013 году на юг перебралось 1516 человек, что на 1 % больше, чем в 2012 году. 76 % перебежчиков составляют женщины. Власти Республики Корея, в свою очередь, не приветствует попытки перехода своих граждан в КНДР: так, 16 сентября 2013 г. южнокорейскими пограничниками был застрелен мужчина, пытавшийся через реку Имджин бежать в КНДР.

### КНР
В КНР находится примерно 20—30 тыс. северокорейских беженцев (самое большое число северных корейцев за пределами КНДР). К концу 2008 года их число сократилось до 11 тыс., они проживают, в основном, в северо-восточной части страны.
В своем подавляющем большинстве северокорейские беженцы в КНР — не политические, а экономические мигранты.
В случае обнаружения беженцев ожидает депортация, их обычно не включают в состав корейского населения страны. Некоторые беженцы, не сумевшие перебраться в Республику Корея, вступают в брак с этническими корейцами Китая и поселяются там. Нашедшие помощников добираются до консульства Республики Корея в Шэньяне, где просят убежища, но в последние годы китайское правительство увеличило полицейский контингент в городе, и усилило меры, направленные против беженцев. К тому же южнокорейские официальные представительства на территории Китая, следуя инструкциям из Сеула, оказывают помощь лишь тем из беженцев, которые представляют политическую и разведывательно-информационную ценность.
Другой способ добраться до Республики Корея — Сначала перейти границу с Китаем и затем добраться до Монголии; кроме того, в Таиланде северокорейцам также предоставляют убежище.
Согласно данным по беженцам в КНР 2005 года, «от 60 до 70 % беженцев — женщины, от 70 до 80 % из них насильно заставляют заниматься проституцией».
Большинство клиентов северокорейских женщин — китайские граждане корейского происхождения, в основном это немолодые холостяки. Из приграничных районов женщин отправляют в бордели в качестве секс-рабынь. В случае обнаружения властями беженок их отправляют в КНДР, где вернувшихся помещают в трудовые лагеря и/или казнят. По некоторым сообщениям, детей, родившихся от китайцев, убивают, чтобы «сохранить корейскую кровь чистой».
КНР отказывается давать статус беженца северным корейцам, называя их нелегальными мигрантами. Правительство КНР арестовывает и депортирует сотни беженцев, а китайцев-укрывателей ждёт штраф и тюремное заключение. В феврале 2012 года китайское правительство депортировало 19 северокорейских беженцев, задержанных в Шэньяне, и пять в Чанчуне. Случай депортации этих 24 человек, находившихся под арестом почти месяц, получил международную огласку, так как стало известно о суровых мерах, применённых к беглецам, утверждается о пытках и заключении в концентрационные лагеря.
Южнокорейские правозащитные организации и активисты постоянно организуют голодовки и отправляют в Управление по делам беженцев ООН запросы о прекращении депортации северных корейцев из Китая.

### Япония
Зафиксировано три случая бегства непосредственно в Японию, один в 1987 году, другой 2 июня 2007 года — семья северокорейцев за шесть дней добралась до побережья Аомори и была обнаружена полицией. Они утверждали, что изначально договорились с правительствами Южной Кореи и Японии, но у одного из беженцев нашли 1 грамм амфетамина, и полиция сообщила, что, хотя к нему не будет применено санкций, он будет находиться под следствием. В 2011 году береговой охраной Японии были обнаружены трое мужчин, три женщины и трое мальчиков на деревянной лодке. Они пять суток плыли в Республику Корея, но их унесло к полуострову Ното.
Япония приняла назад около 140 этнических корейцев, которые уехали в КНДР в период репатриации (1959—1984 годы). Этот проект, поддержанный Чхонърёном и осуществлённый японским и северокорейским Красным крестом, предполагал переселение 90 тыс. добровольцев (в основном, из Республики Корея) в КНДР, которую Чхонърён представлял как «рай на Земле».

### Монголия
Правительство Монголии стремится сохранять хорошие отношения с КНДР и Республикой Корея, но при этом симпатизирует северокорейским беженцам. Обнаруженные северокорейские беженцы на границе из Китая бесплатно депортируются в Республику Корея, однако путь в Монголию подразумевает пересечение пустыни Гоби.

### Филиппины
Филиппины в прошлом использовались беженцами из КНДР в качестве транзитного пункта на пути из КНР в Республику Корея. В южнокорейскую диаспору Филиппин, вероятно, входит неустановленное число беженцев из КНДР.

### Россия
Около 10 тыс. северных корейцев постоянно проживают на российском Дальнем Востоке, многие из них сбежали из организованных правительством КНДР трудовых лагерей. Дипломатические миссии Республики Корея и северные корейцы отказываются предоставлять беженцам укрытие, а власти России арестовали на пути к южнокорейскому консульству и пытались депортировать, по крайней мере, одного северокорейского беженца.

### Великобритания
Беженцы из КНДР, не сумевшие адаптироваться к жизни в Республике Корея, часто выбирают для «вторичного бегства» Великобританию, известную как «рай для беженцев». Северяне разными способами попадают из Республики Корея в Великобританию, а затем уничтожают документы и прочие доказательства того, что они уже являются гражданами  Республики Корея, выдавая себя официальному Лондону за прямых беженцев из КНДР. По информации газеты «Кореа Таймс», в настоящий момент в Великобритании уже находится около одной тысячи бывших жителей КНДР.

### Таиланд
Таиланд зачастую является пунктом назначения беженцев, идущих через КНР. Хотя северокорейцам не дают статуса беженцев, официально классифицируя их как нелегальных мигрантов, правительство Таиланда переправляет беженцев в Республику Корея после того, как они отбудут срок в тайской тюрьме за незаконное пересечение границы. Многие беженцы сдаются тайской полиции сразу по пересечении границы.

### США
Группе северных корейцев был дан статус беженцев США 5 мая 2006 года, это был первый случай с момента подписания президентом Джорджем Бушем Закона о правах человека в КНДР в октябре 2004 года. Среди беженцев было четыре женщины, утверждавшие, что они являются жертвами принудительного брака. После этого правительство США сообщало о принятии около 50 беженцев.
На июнь 2010 года в США проживало 99 северокорейских беженцев.

### Вьетнам
До 2004 года Вьетнам считался самой привлекательной страной для бегства. Хотя официально Вьетнам является социалистическим государством и союзником КНДР, усиливающиеся южнокорейские инвесторы заставили Вьетнам тайно переправить беженцев в Сеул. Беженцев привлекает также увеличивающееся количество южнокорейцев в стране: четыре крупнейших конспиративных помещения для беженцев держат южнокорейские граждане, и беженцы сообщали о том, что они знали об этих укрытиях. В июле 2004 года 468 северокорейских беженцев одновременно отправили в Республику Корея по воздуху; Вьетнам скрывал своё участие в операции, а из соображений безопасности анонимные источники в южнокорейском правительстве сообщали, лишь что «беженцы прибудут из неназванной азиатской страны». После этого Вьетнам усилил пограничный контроль и депортировал нескольких владельцев убежищ.
25 июня 2012 года южнокорейский активист по фамилии Ю был арестован за помощь северокорейским беженцам.

### Канада
С 2006 года увеличивается количество беженцев, просящих убежища в Канаде. Радиостанция «Свободная Азия» сообщила о том, что только в 2007 году было принято более 100 беженцев; они попадают в Канаду через КНР с помощью канадских миссионеров и общественных организаций. Увеличение количества беженцев связано с тем, что другие способы получения статуса усложняются. В 2011 году премьер-министр Канады Стивен Харпер встретился с северокорейской беженкой Ким Хэсук, и получил совет от доктора Норберта Воллерцена: «Канада и другие могут убедить Китай не депортировать беженцев, позволив им бежать в Южную Корею и другие страны, включая Канаду».

### Сайты
- Рассказ бывшего узника лагеря Ёдок Кан Чхольхвана.
- Рассказ бывшей узницы лагеря Ли Сунок.
- Crossing Heaven’s Border документальный фильм о беженцах из Северной Кореи.
- документальный фильм «Seoul Train»

### Статьи
- «North Korean Refugees in China and Human Rights Issues: International Response and U.S. Policy Options», доклад в Конгресс США, 26 сентября 2007 года.
- Пол Вулфовиц, «How to Help North Korea’s Refugees», The Wall Street Journal, 16 июня 2009.
- «North Korean Refugees in China: Findings», Китайское отделение исполнительной комиссии Конгресса США, ежегодный доклад за 2005 год.
- Дональд Макинтире (MacIntyre, Donald), «Nowhere to Run, Nowhere to Hide» Архивная копия от 23 августа 2013 на Wayback Machine, журнал Time, 25 июня 2001 года.
- Северокорейский агент, выдающий себя за беженца, был задержан в Сеуле
- Законодательные изменения, направленные на увеличение занятости среди беженцев из КНДР
- Lartigue, Casey, Jr. (18 июля 2010). Surprise — North Koreans love me!. the Korea Times.{{cite news}}:  Википедия:Обслуживание CS1 (множественные имена: authors list) (ссылка)
- Репортаж: Измена родины. rusrep.ru. Дата обращения: 8 мая 2013. Архивировано 16 мая 2013 года.

## Фильмы
- Встреча Джорджа Буша с северокорейскими перебежчиками и членами семей похищенных северокорейцами японцев